# Biały przywilej

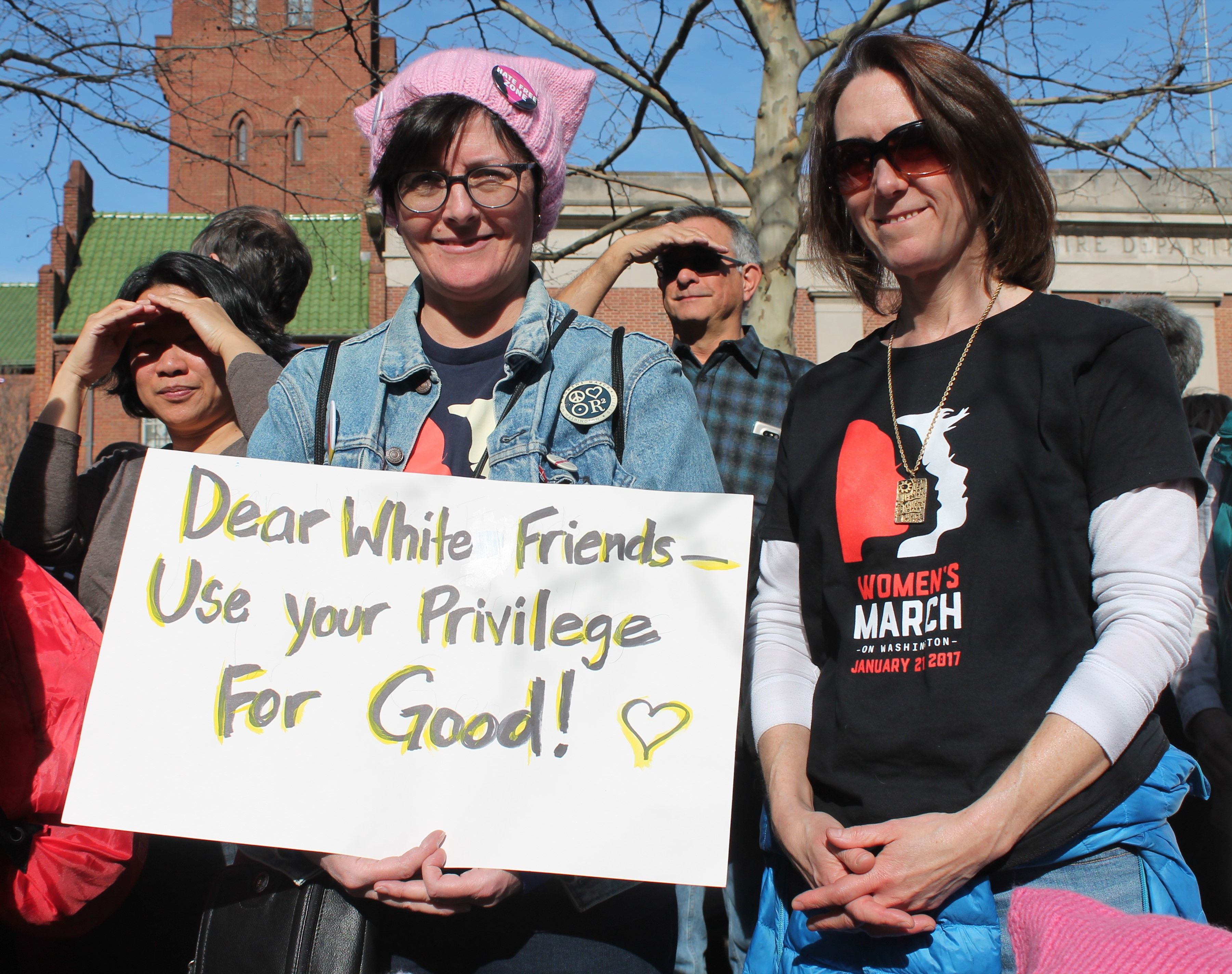
Transparent odnoszący się do białego przywileju na proteście w USA

Biały przywilej (ang. white privilege) lub przywilej białej skóry – społeczny przywilej, który przynosi korzyść białym ludziom w stosunku do osób nie-białych, szczególnie jeśli znajdują się oni w tych samym otoczeniu społecznym, politycznym lub ekonomicznym. Zakorzeniona w europejskim kolonializmie, imperializmie i atlantyckim handlu niewolnikami, koncepcja białego przywileju rozwijała się w imię ochrony pozycji białych osób.
W szerszym ujęciu studiów nad białością koncepcji białego przywileju używa się do analizy, w jaki sposób rasizm i nierówności wynikające z koloru skóry wpływają na życie białych ludzi. Peggy McIntosh w swojej pracy określiła, że są to korzyści, którymi biali cieszą w różnych społeczeństwach, a których nie-biali nie są w stanie doświadczyć, jako że jest to „niewidzialny pakiet niezarobionych aktywów”.

## Definicja
Biały przywilej oznacza korzyści, których w codziennym życiu się nie dostrzega, co odróżnia je od jawnych uprzedzeń. Obejmują one kulturową afirmację własnej wartości, domniemany wyższy status społeczny oraz swobodę poruszania się, kupowania, pracy, zabawy i zabierania głosu. Skutki można dostrzec w kontekstach zawodowych, edukacyjnych i osobistych. Koncepcja białego przywileju obejmuje również prawo do zakładania o standardowości i uniwersalności własnych doświadczeń, piętnując jednocześnie osoby o innych tożsamościach jako odmienne, które muszą się do tego standardu dostosować.
Biały przywilej jest zjawiskiem społecznym związanym z rasą i rasizmem. Amerykańskie Stowarzyszenie Antropologiczne stwierdza, że „światopogląd rasowy” został wymyślony, aby przypisać niektóre grupy do wiecznie niskiego statusu, podczas gdy inne miały dostęp do przywilejów, władzy i bogactwa. Chociaż definicja „białego przywileju” jest płynna, ogólnie przyjmuje się, że odnosi się on do ukrytych lub systemowych korzyści, które ludzie uznawani za białych mają w stosunku do ludzi, którzy nie są uznawani za białych. Brak konieczności doświadczania podejrzliwości i innych negatywnych reakcji na swój kolor skóry jest również często określany jako rodzaj białego przywileju.
Termin ten jest używany w dyskusjach skupiających się na przeważnie ukrytych korzyściach, które biali ludzie posiadają w społeczeństwie, a nie na szkodach dla ludzi, którzy są obiektami rasizmu. Większość definicji i dyskusji nad tym pojęciem używa jako punktu wyjścia metafory McIntosh o „niewidzialnym plecaku”, który biali ludzie nieświadomie noszą w społeczeństwie, w którym dominuje rasizm.